# Saint Helena Island (Carolina del Sur)
St. Helena Island  es un residencial ubicado en el condado de Beaufort en el estado estadounidense de Carolina del Sur.  La localidad en el año 2000 tiene una población de 8.407 habitantes en una superficie de 165.213 km², con una densidad poblacional de 131.75 personas por km². 

## Geografía
St. Helena Island se encuentra ubicado en las coordenadas 32°22′35″N 80°34′20″O / 32.376272, -80.572228. Según la Oficina del Censo, el pueblo tiene un área total de 165,213 km² (63,8 mi²), de la cual 165,213 km² (63,8 mi²) es tierra y 0 km² (0 mi²) es agua.